# Renate von Gizycki
Renate von Gizycki (geboren als Renate Cronjaeger am 10. September 1928 in Braunschweig) ist eine deutsche Ethnologin, Südseeforscherin, Autorin, Lyrikerin und Übersetzerin, die in Kassel lebt.

## Leben
Renate Cronjaeger wuchs in Gießen, Berlin und Goslar auf. Das Abitur erlangte sie 1947. Danach hielt sie sich zwei Jahre in England auf und kehrte 1950 nach Deutschland zurück. Nach verschiedenen Tätigkeiten und Auslandsaufenthalten nahm sie 1959 ein Studium der Ethnologie, Soziologie, Kulturanthropologie u. a. bei Helmuth Plessner, Volkskunde, Philosophie und Geschichte an der Universität Göttingen auf. 1970 promovierte sie mit einer Dissertation über die Rolle des Poeten in der polynesischen Gesellschaft (Haku mele), die 1971 veröffentlicht wurde.
Es folgten Forschungsaufenthalte und Reisen in den USA, in Vietnam und im Pazifik: u. a. Hawaii, Tonga, Fidschi, Samoa, Neuseeland und Papua-Neuguinea. Aufgrund dieser Erfahrungen zeigte sie ein besonderes Engagement in der Verbreitung der Literatur der Südsee in Deutschland durch Herausgabe und Übersetzungen polynesischer Poeten und Schriftsteller sowie durch Vorträge und Lesungen. Für Kindlers neues Literatur-Lexikon übernahm sie 1991 den Teil Die moderne Literatur Polynesiens/Ozeaniens.
Am Göttingen Institut für Völkerkunde hatte sie Lehraufträge, wirkte aber auch als freie Mitarbeiterin und Autorin beim Westdeutschen Rundfunk. Sie veröffentlicht Beiträge in Publikationen wie den Frankfurter Hefte, der Anthropos oder in Alternative (Berlin), Kürbiskern (München) oder L '80 (Berlin).
Sie ist Ehrenmitglied der Deutsch-Pazifischen Gesellschaft und der Göttinger Gesellschaft für Völkerkunde.
Renate von Gizycki war seit 1955 verheiratet mit Horst von Gizycki (1930–2009), Professor für Psychologie der Kunst an der Universität Kassel.

## Buchveröffentlichungen
- 1971 Haku mele. Der Poet in Polynesien. Ein sozialanthropologischer Beitrag zur Rolle des Künstlers. (Göttinger philosophische Dissertation). München.
- Nachbarn in der Südsee. Reiseberichte über Inseln im Pazifik. Frankfurt 1986 (Fischer-Taschenbuch 3884) ISBN 3-596-23884-6
- Begegnung mit Vietnam. Geschichte einer Reise. Frankfurt 1987 (Fischertaschenbuch 3885) ISBN 3-596-23885-4
- Wo der Tag beginnt, enden die Träume. Begegnungen in der Südsee. Ethnologische und literarische Entdeckungsreisen. Frankfurt 1998. (Fischer-Taschenbuch 14091) ISBN 3-596-14091-9

### Lyrik
- Dunkelheit über Neufundland. Gedichte 1962–1988. Nürnberg: TollingVerlag
- Stern auf Widerruf. Gedichte und Zeichnungen. Kassel 2004 edition giz
- Abschied von der Südsee. Gedichte und Zeichnungen. Kassel 2007 edition giz

### Herausgeberschaften
- Horst von Gizycki: Von Bosch zu Beuys oder kann die Kunst unser Leben verändern. Ausgewählte Essays 1969–2008. kassel university press 2011
- Horst von Gizycki: Sketchbook. Nulla dies sine linea, ausgewählte Zeichnungen 1965 bis 2009. edition giz 2014

### Zu: Minderheiten, Medien, Dritte Welt
- Ist die Universität Männersache? Georgia Augusta (Universitätszeitschrift) Göttingen, No. 5, 1965
- Krieg in Vietnam zum sozialen und kulturellen Hintergrund. In Politikon – Göttinger Studentenzeitschrift – 1965
- Wohlfahrt oder Endlösung – Materialien zur Situation der Bergvölker in Indochina und Thailand. – In: Frankfurter Hefte – Zeitschrift für Kultur und Politik 3 (175–184) und 4/1972 (257–266)
- Berichte aus der Dritten Welt – eine bundesdeutsche Misere. In: Frankfurter Hefte – Zeitschrift für Kultur und Politik 5 und 6/73.
- Kritische Bemerkungen zu Selbstbild und Rolle von Auslandskorrespondenten im Fernsehen der BRD. In: Medium – Zeitschrift für Hörfunk, Fernsehen, Film, Bild, Ton. Frankfurt 4/74.
- Gorleben beginnt am Amazonas. Uranfunde bedrohen das Land der Yanomamo-Indianer. Frankfurter Hefte 10/1977 (37–42)
- Land mit Zukunft in Kanada? Indianer und Eskimos verteidigen ihre Land- und Lebensrechte. Frankfurter Hefte 12/1977 (26–32)
- Widerstand in der Vierten Welt. Frankfurter Hefte-Sonderheft: Widerstand und Anpassung 4/1979 (75–78)
- Unsere Religion ist der Patriotismus! Beispiel Vietnam 1979. Nationalismus, Nationalbewußtsein, Identität oder Chauvinismus? – Beobachtungen und Reflexionen einer Ethnologin vor Ort. In: Reflexionen zur geschichtlichen Praxis. Hg. H. Givsan u. W. Schmied-Kowarzik. Würzburg: Königshausen & Neumann. 1993

### Zu: Kulturwandel, Kunst und Literatur in Ozeanien
- 1977: Überleben in Hawaii. Zur heutigen Lage seiner Ureinwohner. In: Frankfurter Hefte – Zeitschrift für Kultur und Politik 1,2/77. Nachdruck in: Frankfurter Hefte – extra: 1978 und Oasen der Freiheit – Von der Schwierigkeit der Selbstbestimmung. Berichte. Erfahrungen. Modelle. Frankfurt: Fischer alternativ.
- 1978: Faikava. Poeten in Polynesien heute. In: Baessler-Archiv NF. Berlin XXVI/1. ISSN 0005-3856
- 1978: Haku Mele. The Role of the Poet in Polynesien Society. In: Mana – A South Pacific Journal of Language and Literature. Suva, Fiji: 2/2.
- 1980: Kulturelle Initiativen zwischen Samoa und Papua-Neuguinea. In: Der Überblick – Zeitschrift für ökumenische Begegnung und Internationale Zusammenarbeit. Hamburg 4/80
- 1982: Maori und Pakeha in Neuseeland. Modell der Rassenharmonie? In: Frankfurter Hefte – Zeitschrift für Kultur und Politik 5/82.
- 1983: Abschied vom Papalagi?. Begegnung mit Schriftstellern der Südsee. Einführung zu einer Auswahl zeitgenössischer Lyrik und Prosa aus der Südsee. In: L ’80 – Politische und literarische Beiträge 25. Hrsg. Heinrich Böll, Günter Grass u. a., Berlin.
- 1983: Margaret Mead und Samoa. Eine Kontroverse ohne Samoaner? In: Frankfurter Hefte – Zeitschrift für Kultur und Politik 9/83. Einführung zu: Albert Wendt: Margaret Meads Samoa – eine Anklage.
- 1984: Margaret Meads Samoa. Eine Kontroverse mit oder ohne Samoaner. Anmerkungen zur Rezeption des Buchs Margaret Mead and Samoa: The Making and Unmaking of an Anthropological Myth von Derek Freeman. In: Anthropos 79/84.
- 1984: Spiegel der Seele und Landkarte ihrer Zeit. Die neue Literatur der Südsee. In: Der Überblick – Zeitschrift für ökumenische Begegnung und Internationale Zusammenarbeit. Hamburg: 2/84.
- 1985: Wozu brauchen wir den Edlen Wilden? In: Der Überblick – Zeitschrift für ökumenische Begegnung und Internationale Zusammenarbeit. (Themenheft: Sehnsucht nach Wildnis und fragwürdige Zivilisation). Hamburg: 2/85.
- 1986: Inselfeuer. Gedichte aus Tonga von Konai Helu Thaman. Auswahl, Übersetzung und Nachwort von Renate von Gizycki. Nürnberg: Tolling Verlag (Reihe Literatur des Pazifik).
- 1986: Our own Visions of Oceania and Earth. Zeitgenössische Schriftsteller im Südpazifik (Polynesien) und Probleme kultureller Identität. Bericht über ein laufendes Forschungsvorhaben. In: Anthropos 81/86 und KEA – Zeitschrift für Kulturwissenschaften Sonderband 1 (1995). Ethnologie und Literatur. Hrsg. Von Thomas Hauschild.
- 1988: Ozeanien – Völker der Südsee – Verklärt und vergessen. In: Lebenslieder – Todesklagen. Lesebuch vergessener Völker. Hg. von Klemens Ludwig. Einleitung und Auswahl zu Ozeanien.
- 1988: Rückkehr durch die Hintertür. Satiren aus Tonga von Epeli Hau'ofa. Auswahl, Nachwort und Übersetzung von Renate von Gizycki u. a. Nürnberg: Tolling Verlag (Reihe Literatur des Pazifik).
- 1988: The Canoe is afloat … Zur Entstehung und Entwicklung der South Pacific Creative Arts Society. Ein Beispiel für kulturelle Initiativen im Prozeß der Entkolonialisierung. In: Anthropos 83/88.
- 1989: Dunkelheit über Neufundland. Gedichte 1962–1988. (Reisegedichte). Nürnberg (Tolling Verlag)
- 1991: Die moderne Literatur Polynesiens/Ozeaniens. In: Kindlers neues Literatur-Lexikon Bd. 20, S. 764–768. Essays/Gesamtregister.
- 1993: Inselfeuer. Literarische Entdeckungsreise in die Südsee. In: Von Kokos zu Plastik: Südseekulturen im Wandel. (Ausstellungskatalog) Hrsg. von Markus Schindlbeck, Berlin
- 1994: Our fathers Bent the Wind … Der Beitrag polynesischer Schriftsteller und Poeten zur Diskussion um kulturelle Identität und Tradition in Ozeanien. Geschichte und mündliche Überlieferung in Ozeanien. Hrsg. Von Brigitta Hauser-Schäublin. Basler Beiträge zur Ethnologie. Basel
- 1994/1995: Faikava. Begegnung mit der neuen Literatur Ozeaniens. Gespräche mit Schriftstellern über Identität und Kulturwandel. Eigenverlag, Göttingen/Kassel (online)
- 1998: Wo der Tag beginnt, enden die Träume. Begegnungen in der Südsee. Ethnologische und literarische Entdeckungsreisen. Frankfurt. (Fischer-Taschenbuch 14091)
- 2000: Tonga im kulturellen Wandel – Die zeitgenössische Literatur und Kunst: „Aufbruch in eine neue Zeit“ In: Leitfaden zur Ausstellung „Dort wo der Tag beginnt.“ Göttingen (Sonderausstellung der völkerkundlichen Sammlung zur Expo 2000)
- 2002: Die Färbung meiner Gläser. Erfahrungen mit Georg Forster zwischen Göttingen und Tonga in: Georg Forster Studien VII. Kassel University Press.
- 2004: Oceania – our Sea of Islands. Begegnung mit Schriftstellern im Pazifik. Dossier No. 69 Pazifik Netzwerk (Vortragstext Institut für Ethnologie 8. Februar 2004) (PDF; 4,2 MB)
- 2005: Farewell Papalangi. Europäische Entdeckungsreisende aus der Sicht der Einheimischen: Polynesier und polynesischer Schriftsteller – Zur Diskussion um ethnohistorische Rekonstruktionsversuche. Georg Forster Studien X (2005) Hrsg. von der Georg Forster Gesellschaft, Kassel University Press